# (2090) Mizuho
(2090) Mizuho (1978 EA) – planetoida z pasa głównego asteroid okrążająca Słońce w ciągu 5,39 lat w średniej odległości 3,07 au. Odkryta 12 marca 1978 roku.